# La tenerezza del lupo
Le tenerezza del lupo (Die Zärtlichkeit der Wölfe) è un film del 1973 diretto da Ulli Lommel e prodotto dal cineasta Rainer Werner Fassbinder (che, assieme alla sua storica collaboratrice Thea Eymèsz, ne ha curato il montaggio e che figura anche tra gli interpreti della pellicola), incentrato sulla vicenda del serial killer Fritz Haarmann (interpretato da Kurt Raab, anche coautore della sceneggiatura), soprannominato, per l'efferatezza dei suoi crimini, Il licantropo di Hannover.